# James while John had had had had had had had had had had had a better effect on the teacher

James while John had had had had had had had had had had had a better effect on the teacher, реченица је у енглеском језику која се користи за демонстрирање лексичке вишесмислености и неопходности интерпункције, када интерпункција у својој писаној форми служи као замена за интонацију, нагласак и паузе манифестоване при говору.
У истраживањима процесирања информација у мозгу људи, ова реченица се користи да покаже како читаоци зависе од интерпункције да би се реченици дао смисао, поготово у контексу „скенирања” преко линија текста. Реченица је понекад представљена као слагалица, где онај ко решава мора да дода интерпункцију.
Пример се односи на два ученика, Џејмса и Џона, од којих се на тесту из енглеског тражи да опишу човека који је — у прошлости — [био] боловао од прехладе. Џон пише The man had a cold. (срп. досл. „Човек је имао прехладу.”), што учитељ оцељује као неисправно, док Џејмс пише исправно The man had had a cold. (срп. досл. „Човек је био имао прехладу.”). Како је Џејмсов одговор тачан, био је имао [тај одговор] бољи ефекат на учитеља.
Реченица може да се разуме много јасније додавањем интерпункције и истицањем појединих делова:
Слободан превод на српски језик (узимајући у обзир да се у српском језику еквивалент енглеског „прошлог перфекта” (енгл. past perfect) — плусквамперфекат — веома ретко користи јер је архаичан и звучи неправилно, као и ограничења у превођењу) био би:
Џејмс, док је Џон био имао „имао”, био је имао „био имао”; „био имао” било је имало бољи ефекат на учитеља.
У сваком од пет парова речи had had (срп. „био имао”) у реченици изнад, први од парова је у глаголском времену плусквамперфекту (енгл. past perfect, pluperfect). Подвлачење речи назначава корисно наглашавање за интонацију, фокусирајући се на разлике у одговорима ученика, те напослетку идентификовању оног исправног.

## Употреба
Реченица може да буде дата као граматичка слагалица или као посебан део теста, где би онај ко решава морао да одреди одговарајућу интерпункцију како би реченица добила јасан односно јаснији смисао. Ханс Рајхенбах, широко познати филозоф науке и зачетник логичког емпирицизма, користио је 1947. године сличну реченицу као задатак за читаоца (John where Jack...), да би илустровао различите нивое језика — тачније објектни језик и метајезик.
У истраживањима која показују како људи дају смисао информацијама из свог окружења, ова реченица је коришћена да би демострирала како наизглед произвољне одлуке могу драстично да промене значење, аналогно томе како интерпункција (такође наводници као знакови интерпункције, поред зареза, тачке-зареза и сл. што се користило да разјасни значење у овом специфичном случају) у реченици могу да покажу да учитељ наизменично преферира Џејмсов рад и Џонов рад; нпр., уп.:  (срп. досл. „Џејмс, док је Џон био имао ’имао’, имао је...”) напрама  (срп. досл. „Џејмс, док је Џон био имао ’био имао’, ...”).
Реченица се такође користи и да покаже семантичку неодређеност енглеске речи had (која служи за творбу поменутог „прошлог перфекта” у енглеском језику [тада је еквивалент српском „био” при творби плусквамперфекта] и има огроман број значења/превода поред основног перфекатског „имао”/„имала” односно глаголског придева радног), као и да демонстрира разлику између употребе речи и помињања речи (фундаментални концепт аналитичке филозофије, познат као енгл. ).
Поред ових употреба, реченица се користила и као пример комплексности језика, његове интерпретације, те њиховог ефекта на перцепције одређене особе.
Како би читаоцу синтаксичка структура била јасна, ова реченица захтева — као минимум — да се две фразе раздвоје користећи тачку-зарез (енгл. semicolon), тачку (енгл. period), краћу црту или црту. Чак и када се уведе један од или више ових интерпункцијских знакова, роман Бунар изгубљених прича (енгл. The Well of Lost Plots) Џаспера Фордеа пример је да и у том случају — при употреби варијације фразе за илустровање збуњености која може да произађе — нејасноће могу да остану неразјашњене (у овом случају намерно):
Слободан превод би био:
„Океј” рекао је Белман, чија је глава била у опасности од распадања као чоколадна наранџа, „дозволите да ово разјасним: Дејвид Коперфилд, за разлику од Пилгримовог напретка, који је био имао ’имао’, био је имао ’био имао’. ’Био имао’ било је имало одобрење TGC-а?”